# Tradicijska okućnica s kovačnicom (Žumberak)
Tradicijska okućnica s kovačnicom (Žumberak), dvije zgrade u mjestu Kordići Žumberački i općini Žumberak, zaštićeno kulturno dobro.

## Opis
Zgrada iz 20. stoljeća, u Kordićima Žumberačkim, na adresi Kordići Žumberački 9.

## Zaštita
Pod oznakom P-5555 zavedena je kao nepokretno kulturno dobro - pojedinačno, pravna statusa zaštićena kulturnog dobra, klasificirano kao "kulturno-povijesna cjelina".